# Ostrovosjön
Ostrovosjön eller Arnissasjön är en insjö i Grekland nära gränsen mot Makedonien, 530 meter över havet. Sjön har en yta på 60 kvadratkilometer och är 62 meter djup.